# Ostra Górka (Kielce)

Dzielnice i osiedla Kielc, Ostra Górka ma na mapie nr 44

Ostra Górka (dawniej również Ostrogórka) – część Kielc, położona w południowo-wschodniej części miasta. Znajduje się tu osiedle domków jednorodzinnych.
Część wschodnia Ostrej Górki została przyłączona do Kielc w 1979 roku, a wcześniej była oddzielną miejscowością o charakterze osiedla domów jednorodzinnych, położoną na obszarze ograniczonym w przybliżeniu dzisiejszymi ulicami Poligonową i Berberysową od zachodu oraz Jaśminową od południa. Miejscowość liczyła ok. 580 mieszkańców w roku 1978.
Część zachodnia dzisiejszej Ostrej Górki, ograniczona ulicami Wojska Polskiego od zachodu oraz Poligonową i Berberysową od wschodu, została przyłączona do Kielc w 1961 roku (razem z Bukówką). W latach 80. i 90. XX wieku powstało tu osiedle domów jednorodzinnych. W latach 80. XX wieku nadano nazwy ulicom na Ostrogórce: w 1980 – Berlinga, Dąbka, Kleeberga, Maczka, Starzyńskiego, Sucharskiego, Unrgua, w 1981 – Grota-Roweckiego, w 1986 – Klimeckiego, Szareckiego. W roku 1994 nadano nazwy nowym ulicom w osiedlu Ostra Górka: Andersa, Czołgistów, Poligonowa, Saperów, Ułańska.

## Komunikacja
Dojazd liniami autobusowymi nr: 1, 11, 25, 33, 34, 54, 108 i N2.
Przez zachodnie obrzeża osiedla przechodzi droga wojewódzka nr 764 (ul. Wojska Polskiego).